# França nos Jogos Olímpicos de Inverno de 1972
A França participou dos Jogos Olímpicos de Inverno de 1972 em Sapporo, no Japão.
A equipe olímpica francesa conseguiu 3 medalhas (1 de prata e 2 de bronze), se situando em décimo sexto lugar do quadro geral de medalhas.

## Lista de medalhas francesas

### Medalhas de ouro
| Esporte              | Modalidade | Atleta | Performance |
| Medalhas de ouro : 0 |            |        |             |

### Medalhas de prata
| Esporte               | Modalidade | Atleta            | Performance |
| Medalhas de prata : 1 |            |                   |             |
| Esqui alpino          | Slalom (F) | Danièle Debernard |             |

### Medalhas de bronze
| Esporte                | Modalidade | Atleta           | Performance |
| Medalhas de bronze : 2 |            |                  |             |
| Esqui alpino           | Slalom (F) | Florence Steurer |             |
| Patinação artística    | Masculino  | Patrick Péra     |             |